# مسمومیت با کربن منوکسید
مسمومیت با کربن منوکسید معمولاً ناشی از تنفس در سطوح بالا از کربن منوکسید است. نشانه‌ها غالباً به‌صورت «شبیه به آنفلوانزا» توصیف می‌شوند و معمولاً شامل سردرد، سرگیجه، ضعف، تهوع، درد قفسه سینه و گیجی هستند. قرارگیری در معرض مقادیر زیاد می‌تواند منجر به از دست دادن هشیاری، آریتمی، حمله صرع یا مرگ شود. ظهور کلاسیک «پوست گیلاسی رنگ» به ندرت دیده می‌شود. عوارض طولانی‌مدت ممکن است شامل خستگی مزمن، مشکلات حافظه و اختلالات حرکتی باشد.

## علت
منواکسید کربن گازی است که در اثر سوختن ناقص سوخت‌های فسیلی مانند نفت، گاز، بنزین، گازوئیل و زغال چوب حاصل می‌شود و چون گازی بی‌رنگ، بی‌بو، بی‌مزه و غیرمحرک است مسمومیت با آن به سادگی رخ می‌دهد. میل ترکیبی منواکسید کربن با هموگلوبین بسیار بیشتر از اکسیژن بوده و در خون با هموگلوبین ترکیب پایداری تشکیل می‌دهد به تدریج با بالا رفتن میزان مونواکسید کربن در خون، میزان هموگلوبین آزاد و در دسترس برای انتقال اکسیژن کاهش یافته و در نتیجه اکسیژن‌رسانی به بافت‌های بدن از جمله مغز را کاهش می‌دهد و سبب بروز مسمومیت شده و سیستم عصبی دچار اختلال می‌گردد و قدرت هر گونه اقدامی از فرد مسموم سلب می‌شود. هموگلوبین که بخشی از سلول‌های قرمز خون و حامل اکسیژن به بافت‌های بدن است با مونوکسید کربن (CO) بسیار سریعتر از اکسیژن ممزوج شده و بنابراین هیچ مکانی برای حمل اکسیژن توسط هموگلوبین باقی نمی‌ماند.

## عوارض
مسمومیت با منوکسید کربن (CO) می‌تواند باعث سردرد، گیجی و باریک‌بینی (که در آن همه چیز را در اطراف به مانند تونل می‌بینید) و نیز لب‌ها و ناخن‌ها کبود شود. این مسمومیت در نهایت سبب مرگ می‌شود.

## پیش‌گیری

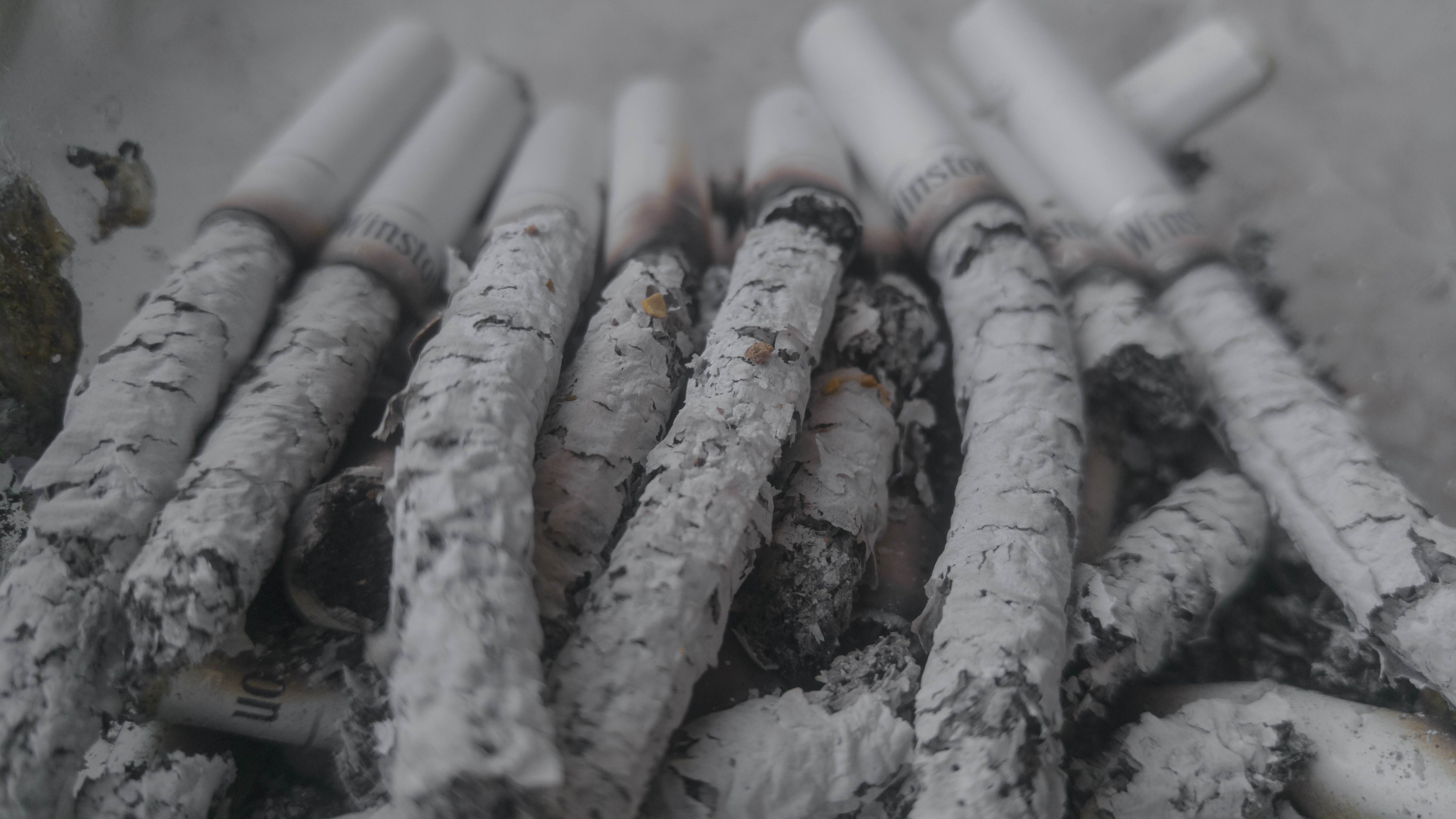
کشیدن سیگار نیز می‌تواند باعث مسمومیت با منوکسید کربن شود

سیگار کشیدن باعث افزایش مونواکسید کربن و کاهش توانائی بدن در انتقال اکسیژن گردد. از سیگار کشیدن باید ۱۰ تا ۱۲ ساعت قبل و بعد از غواصی اجتناب شود. سیگار کشیدن همچنین خطر آسیب انبساط ریه (overexpansion) را افزایش داده چرا که بافت ریه توسط مواد شیمیایی موجود در دود سیگار آسیب دیده است.
استفاده از وسایل گرمایشی استاندارد در پیشگیری از این مسمومیت از اهمیت بالایی برخوردار است. کنترل و رفع انسداد منافذ مسیر دودکش قبل از راه اندازی بخاری بهترین راه پیشگیری از بروز حوادث مسمومیت به‌شمار می‌رود.
دقت و توجه به داغ بودن دودکش نیز روشی برای آزمایش کارکرد مناسب دودکش است. اگر لوله دودکش بخاری شما سرد است دلیل آن خارج نشدن محصولات احتراق و گازهای سمی از دودکش است در این صورت باید ضمن رفع نقص، به‌طور موقت با بازکردن قسمتی از در یا پنجره تهویه در محیط ایجاد نمائید. همچنین داشتن کلاهک مخصوص برای دودکش در پشت بام‌ها برای جلوگیری از عدم بروز خاموشی بخاری و به دنبال آن انتشار گاز CO اهمیت بالایی دارد.
رنگ مطلوب شعلهٔ بخاری و وسایل پخت‌وپز آبی است. چنانچه رنگ شعله قرمز، زرد یا نارنجی باشد، نشانگر نقص در سوخت رسانی و کمبود اکسیژن در محیط است که سریعاً باید بررسی شود. اگر رنگ شعله بخاری آبی نباشد ممکن است هوای کافی به بخاری نرسیده وتولید گاز منواکسید کربن کند.
در صورت استفاده از وسایل گرمایشی مانند بخاری و شومینه، نباید تمامی روزنه‌های جریان هوا در منزل و به ویژه اتاق خواب مسدود شود.
از نصب آبگرمکن در حمام و روشن کردن شعله‌های اجاق گاز در آشپزخانه جهت گرم نگه داشتن محیط داخل خانه، جدا خودداری شود.
کوچک بودن سایز مجرای خروجی و لوله‌کشی مشترک شومینه برای چند واحد، باعث برگشت دود از شومینه روشن طبقات پایین به داخل شومینه خاموش طبقات بالاتر می‌گردد.
انتهای کلیه دودکش‌ها باید حداقل یک متر از سطح بام و یک متر از دیوار جانبی بام فاصله داشته ودارای کلاهک مخصوص به شکل H باشد.
دودکش و اتصالات آن باید از جنس مقاوم و بدون هیچگونه منفذ یا نشتی درسرتاسر آن باشد. شیب لوله‌های افقی درداخل واحدها باید مثبت و روبه بالا و ارتفاع عمودی لوله دربیرون حداقل سه برابر طول افقی آن باشد. قطر لوله دودکش باید مساوی یا بزرگتر از قطر لوله خروجی دستگاه گازسوز باشد.
اگر فضای خود را با شوفاژ و سیستم حرارت مرکزی گرم می‌کنید درزبندی و بستن منافذ به منظور جلوگیری از اتلاف حرارتی بلامانع است.
از قراردادن لوله خروجی بخاری به داخل ظرف آب جدا خود داری کنید. از به کار بردن وسایل گرمایشی بدون نصب دودکش یا دارای نقص در دودکش جدا خودداری فرمایید.
آب‌گرمکن‌های دیواری گازی اگر به مدت طولانی روشن باشند خطرناک می‌شوند. به‌کارگیری آب گرمکن‌های دیواری درفضاهای بسته یا مکان‌های فاقد جریان هوا، مجاز نیست.
هر وسیله گازسوز باید دارای یک دودکش مستقل و منتهی به فضای بیرون باشد. سرتاسر مسیر دودکش هارا به منظور اطمینان از هدایت مناسب محصولات احتراق به فضای بیرون کنترل و اطمینان حاصل کنید. هیچگاه کباب‌پز یا منقل را درون خانه، گاراژ یا محوطه بسته استفاده نکنید.
هیچگاه از چراغ یا بخاری نفتی یا گازی که فاقد دودکش است، درون خانه، به خصوص هنگام خواب استفاده نکنید.
درون خانه، به خصوص در محل خواب‌تان دتکتور مونوکسید کربن نصب کنید. تعمیر وسایل گرمایشی توسط افراد غیر مجرب و بی‌تجربه یا نصب آن‌ها توسط افراد خانواده باعث ایجاد خطر می‌شود.